# Vlag van Geel
De vlag van Geel werd door de gemeenteraad op 26 juni 1985 officieel vastgesteld als de gemeentelijke vlag van de Antwerpse gemeente Geel. Op 21 november 1989 werd hij door het Bestuur van Vlaanderen bevestigd en uiteindelijk gepubliceerd op 8 december 1990 in het officiële Belgisch Staatsblad.
Officieel wordt de vlag beschreven als:
Doorsneden 1. geel met in de broektop een rode bloem 2. negen even hoge banen van rood en van geel.
De vlag is volledig gebaseerd op het gemeentewapen en ziet er dus helemaal hetzelfde uit, en toont het banen van de machtige familie Berthout.

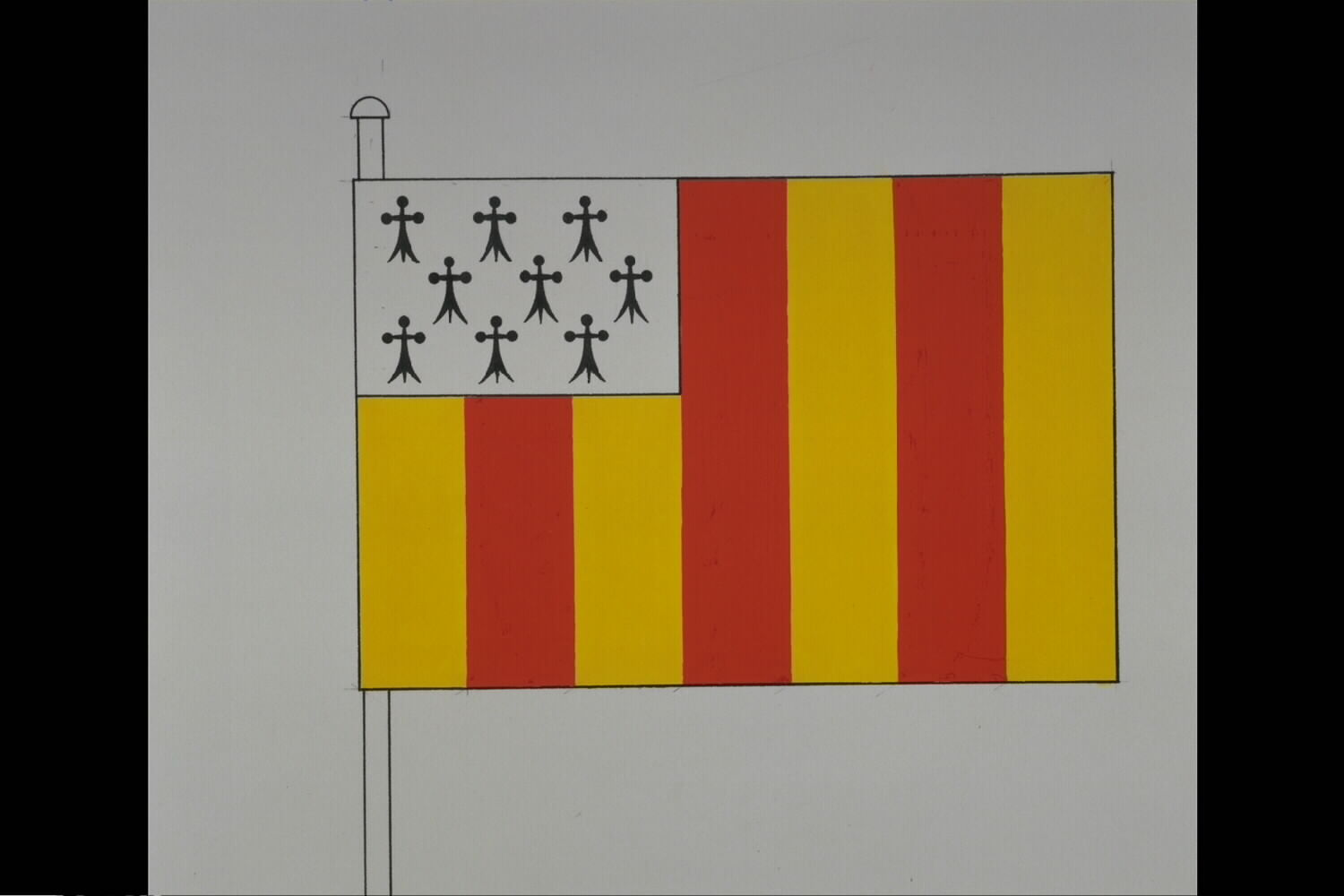
Officiële tekening van de vlag
Familiewapen van Berthout